# Heloros
Heloros (llatí: Helorum o Helorus; grec antic: Ἕλωρος o Ἕλωρον) era una ciutat de Sicília situada prop de la costa, al sud de Siracusa (a uns 40 km), i a tocar de la desembocadura del riu Heloros.
Se suposa que era una colònia de Siracusa però de fet el seu origen és desconegut; va ser sempre dependent de Siracusa. Escílax de Carianda és el primer que en parla, encara que Tucídides fa menció del camí que condueix a Heloros des de Siracusa, però no diu que fos una ciutat. En el tractat entre Hieró II de Siracusa i Roma del 263 aC, Heloros va ser una de les ciutats que van romandre en poder del siracusà, segons Diodor de Sicília. A la Segona Guerra Púnica es va situar al costat dels cartaginesos i Marc Claudi Marcel la va ocupar el 214 aC, segons Titus Livi. Sota el poder de Roma sembla que va seguir com una dependència de Siracusa sense existència municipal separada almenys inicialment, encara que Ciceró a la meitat del segle i aC l'anomena civitas. A aigües d'aquesta ciutat unes naus equipades de Verres van ser atacades pels pirates. Plini el Vell no l'esmenta a la seva llista de ciutats de Sicília però si que menciona un castellum de nom Helorus al Helorus fluvium, i Claudi Ptolemeu parla de la civitas Helorus.
Al segle xvi Tommaso Fazello va veure les seves ruïnes una mica al nord del riu i a uns 3 km de la costa, i entre els edificis hi havia destacat un teatre (anomenat pels habitants de la zona il Colisseo), i també les restes de les muralles, no molt grans. Avui dia només resta una columna o monument considerat un trofeu erigit pels siracusans per commemorar la seva victòria sobre els atenencs, però sense cap prova en aquest sentit, ja que el més lògic hauria estat que el monument fos al riu Asinaros, que els atenencs no van poder creuar.